# اولی لاندن
اولی لاندن (به انگلیسی: Oli London؛ زادهٔ ۱۴ ژانویهٔ ۱۹۹۰) سلبریتی اینترنتی انگلیسی می‌باشد. لاندن به‌خاطر چندین عملجراحی پلاستیک قومی که قصد داشت شبیه جیمین، یکی از اعضای گروهٔ پسرانه بی‌تی‌اس شود، مورد توجهٔ رسانه‌ها قرار گرفته‌است.